# Thorsten Kinhöfer
Thorsten Kinhöfer (Wanne-Eickel, 1968. június 27. –) német nemzetközi labdarúgó-játékvezető. Polgári foglalkozása, könyvelő iroda vezetője.	

## Pályafutása

### Nemzeti játékvezetés
Játékvezetésből 1984-ben vizsgázott. A Ruhr-vidéki Labdarúgó-szövetség által üzemeltetett labdarúgó bajnokságokban kezdte sportszolgálatát.[forrás?] A Német Labdarúgó-szövetség (DFB) Játékvezető  Bizottság (JB) minősítésével 1994-től a 3. Liga, 1997-től a 2. Bundeslig, majd 2001-től a Bundesliga játékvezetője. Küldési gyakorlat szerint rendszeres 4. bírói szolgálatot is végzett.  A nemzeti játékvezetéstől 2015-ben visszavonult. 2. Bundeslig mérkőzéseinek száma: 139. Bundesliga mérkőzéseinek száma: 213. 
| Időpont              | Helyszín               | Mérkőzés típusa             | Mérkőzés                          | Eredmény | Nézők száma |
| -------------------- | ---------------------- | --------------------------- | --------------------------------- | -------- | ----------- |
| 2001. szeptember 23. | Allianz Arena, München | első Bundesliga mérkőzése   | TSV 1860 München–VfL Wolfsburg    | 2 – 1    | 18 000      |
| 2015. május 23.      | Allianz Arena, München | utolsó Bundesliga mérkőzése | FC Bayern München–1. FSV Mainz 05 | 2 – 0    | 75 000      |

#### Nemzeti kupamérkőzések
Vezetett kupadöntők száma: 1.

##### Német labdarúgókupa
| Időpont | Helyszín                 | Mérkőzés típusa | Mérkőzés                           | Eredmény | Nézők száma |
| ------- | ------------------------ | --------------- | ---------------------------------- | -------- | ----------- |
| 2010.   | Olimpiai Stadion, Berlin | döntő           | FC Bayern München–SV Werder Bremen | 4 – 0    | 754 200     |

### Nemzetközi játékvezetés
A Német labdarúgó-szövetség JB terjesztette fel nemzetközi játékvezetőnek, a Nemzetközi Labdarúgó-szövetség (FIFA) 2006-tól tartotta nyilván bírói keretében. A FIFA JB központi nyelvei közül a németet beszéli. Az UEFA JB besorolása szerint 2. kategóriás bíró. Több nemzetek közötti válogatott, valamint Intertotó-kupa, Európa-liga és UEFA-bajnokok ligája klubmérkőzést vezetett, vagy működő társának 4. bíróként segített. 2003-ban a K-League, 2006-ban a Stars League és 2008-ban a Professional League bajnokságaiban kapott működési lehetőséget. A német nemzetközi játékvezetők rangsorában, a világbajnokság-Európa-bajnokság sorrendjében többedmagával a 44. helyet foglalja el 1 találkozó szolgálatával. A  nemzetközi játékvezetéstől 2013-ban búcsúzott. Válogatott mérkőzéseinek száma: 7.

#### Labdarúgó-világbajnokság
A 2014-es labdarúgó-világbajnokságon a FIFA JB játékvezetőként alkalmazta. Selejtező mérkőzést az UEFA zónában irányított. 
| Időpont            | Helyszín                 | Mérkőzés típusa           | Mérkőzés                  | Eredmény | Nézők száma |
| ------------------ | ------------------------ | ------------------------- | ------------------------- | -------- | ----------- |
| 2012. október 168. | Estádio do Dragão, Porto | előselejtező (F. csoport) | Portugália–Észak-Írország | 1 – 1    | 48 711      |